# Kruishoutem
Kruishoutem  é um município belga localizado na província de Flandres Oriental. O município é constituído pelas vilas de   Kruishoutem , Nokere e Wannegem-Lede. Em 1 de Janeiro de 2012, o município tinha uma população de 8.136 habitantes, uma área total de 46,6 km² e uma correspondente densidade populacional de 174 habitantes por km².

## Deelgemeenten
O município é composto por três deelgemeenten: Kruishoutem, Nokere e Wannegen-Lede. Lozer não é uma deelgemeenten.
| #   | Nome          | Superfície (km²) | População (2006) |
| --- | ------------- | ---------------- | ---------------- |
| I   | Kruishoutem   | 23,47            | 5.255            |
| II  | Lozer         | 10,76            | 1.395            |
| III | Nokere        | 6,73             | 795              |
| IV  | Wannegem-Lede | 5,79             | 685              |